# Mantella
Mantella es un género de ranas de la familia Mantellidae que es endémico de Madagascar. 

## Especies
Se reconocen las 16 siguientes según ASW:
- Mantella aurantiaca Mocquard, 1900
- Mantella baroni Boulenger, 1888
- Mantella bernhardi Vences, Glaw, Peyrieras, Böhme & Busse, 1994
- Mantella betsileo (Grandidier, 1872)
- Mantella cowanii Boulenger, 1882
- Mantella crocea Pintak & Böhme, 1990
- Mantella ebenaui (Boettger, 1880)
- Mantella expectata Busse & Böhme, 1992
- Mantella haraldmeieri Busse, 1981
- Mantella laevigata Methuen & Hewitt, 1913
- Mantella madagascariensis (Grandidier, 1872)
- Mantella manery Vences, Glaw, & Böhme, 1999
- Mantella milotympanum Staniszewski, 1996
- Mantella nigricans Guibé, 1978
- Mantella pulchra Parker, 1925
- Mantella viridis Pintak & Böhme, 1988